# 叉尾带鱼
叉尾带鱼（学名：Benthodesmns tenuis）为带鱼科叉尾带鱼屬的鱼类。分布于日本、印度----太平洋、墨西哥湾、大西洋，包括东海等海域。